# Draconarius silvicola
Draconarius silvicola là một loài nhện trong họ Amaurobiidae.
Loài này thuộc chi Draconarius. Draconarius silvicola được Pakawin Dankittipakul, Sonthichai & Jia-Fu Wang miêu tả năm 2006.